# 5947 Bonnie
5947 Bonnie eller 1985 FD är en asteroid i huvudbältet som upptäcktes den 21 mars 1985 av det amerikanska astronom paret Eugene M. och Carolyn S. Shoemaker vid Palomar-observatoriet. Den är uppkallad efter Bonnie Gail Farquhar (1936–1993), första hustrun till Robert W. Farquhar.
Asteroiden har en diameter på ungefär tio kilometer.